# Terminalia molinetii
Terminalia molinetii är en tvåhjärtbladig växtart som beskrevs av Maza. Terminalia molinetii ingår i släktet Terminalia och familjen Combretaceae. Inga underarter finns listade i Catalogue of Life.